# Roger Reijners
Roger Reijners (Roermond, 10 februari 1964) is een Nederlands voetbalcoach en voormalig profvoetballer. Vanaf 1 november 2010 tot en met 31 juli 2015 was hij bondscoach van het Nederlands vrouwenelftal.

## Voetbalcarrière
Reijners speelde in de jeugd van het Roermondse Victoria, alvorens hij de overstap maakte naar Fortuna Sittard. Namens die club debuteerde hij ook op 19 februari 1984 in het betaald voetbal tijdens een met 5-1 verloren uitwedstrijd bij Ajax, als invaller voor Anne Evers. Aan het eind van zijn eerste seizoen speelde hij de bekerfinale tegen Feyenoord, die met 1-0 verloren werd. Hij speelde van 1984 tot 1992 226 duels voor de club en scoorde zestienmaal voor de Limburgers. In seizoen 1991/92 verkaste hij na een spelersruil met Huub Driessen naar provinciegenoot MVV. Voor die club speelde hij van 1991 tot 1995 nog eens 101 duels waarin hij drie doelpunten maakte. Tevens speelde Reijners vier duels voor Jong Oranje.

### Clubstatistieken
| Seizoen | Club            | Land      | Competitie | Duels | Goals |
| ------- | --------------- | --------- | ---------- | ----- | ----- |
| 1983/84 | Fortuna Sittard | Nederland | Eredivisie | 10    | 0     |
| 1984/85 | Fortuna Sittard | Nederland | Eredivisie | 28    | 2     |
| 1985/86 | Fortuna Sittard | Nederland | Eredivisie | 33    | 0     |
| 1986/87 | Fortuna Sittard | Nederland | Eredivisie | 32    | 2     |
| 1987/88 | Fortuna Sittard | Nederland | Eredivisie | 32    | 3     |
| 1988/89 | Fortuna Sittard | Nederland | Eredivisie | 34    | 3     |
| 1989/90 | Fortuna Sittard | Nederland | Eredivisie | 26    | 3     |
| 1990/91 | Fortuna Sittard | Nederland | Eredivisie | 29    | 3     |
| 1991/92 | Fortuna Sittard | Nederland | Eredivisie | 2     | 0     |
| 1991/92 | MVV             | Nederland | Eredivisie | 31    | 1     |
| 1992/93 | MVV             | Nederland | Eredivisie | 29    | 1     |
| 1993/94 | MVV             | Nederland | Eredivisie | 23    | 1     |
| 1994/95 | MVV             | Nederland | Eredivisie | 18    | 0     |
| Totaal  | Totaal          | Totaal    | Totaal     | 327   | 19    |

## Trainerscarrière
Na zijn loopbaan als voetballer werd Reijners jeugdtrainer bij zijn laatste club MVV. In 1996 werd hij daar benoemd tot hoofd jeugdopleiding. Na vier jaar werd hij door de club doorgeschoven als trainer van het eerste elftal. In 2003 maakte hij de overstap naar Fortuna Sittard, waar hij een jaar in de jeugd werkte en vervolgens assistent werd van het eerste elftal. Van 2007 tot 2010 was hij eindverantwoordelijk voor de hoofdmacht van de club uit Sittard.
Vanaf 1 november 2010 was Reijners bondscoach van het Nederlands vrouwenelftal. Hij kwam met de KNVB een contract overeen tot en met de Olympische Zomerspelen 2016. Hij behaalde met het Nederlands vrouwenelftal de eindronde van het Europees kampioenschap van 2013 en die van het wereldkampioenschap van 2015. Het was de eerste keer dat Nederland aan de eindronde van het wereldkampioenschap meedeed. In de achtste finale werd Oranje daar uitgeschakeld door Japan. Na afloop van het WK maakte Reijners bekend zijn contract niet te willen verlengen. De KNVB besloot daarop in overleg met Reijners om zijn overeenkomst per 1 augustus 2015 te ontbinden, aangezien de bond aangaf de nieuwe bondscoach langer de tijd te willen geven zich voor te bereiden op de kwalificatiewedstrijden voor het komende EK. Hij werd opgevolgd door Arjan van der Laan. Nadien bleef hij in het vrouwenvoetbal werkzaam, eerst bij de nationale ploeg van Myanmar en tot 2019 bij de Chinese vrouwenselectie onder 17 jaar Op 20 juni 2019 keerde Reijners terug bij MVV, nu als assistent-trainer van Fuat Usta. Aan het eind van het seizoen 2019/20 besloot de Maastrichtse eerstedivisionist niet met Usta verder te gaan en ook Reijners' eenjarige contract werd niet verlengd. In augustus 2021 ging Reijners opnieuw aan de slag, ditmaal als trainer bij VVV-Venlo van de O21-jeugd, het beloftenelftal. Op 4 maart 2022 maakte Fortuna Sittard bekend dat Reijners met ingang van 1 juli 2022 een tweejarig contract tekende als nieuwe hoofdcoach van het vrouwenvoetbalteam van Fortuna Sittard.